# Camp Doha
Camp Doha ist ein ehemaliges Freihafengelände, nordwestlich an Kuwait angrenzend, direkt am Persischen Golf gelegen. Es umfasst eine Fläche von ca. 2 × 3 km. Es dient seit dem Zweiten Golfkrieg (1991) als zentrale logistische Basis der US-amerikanischen Streitkräfte im Bereich des Nahen Ostens.
Ab Anfang 2002 beherbergte Camp Doha den Stab und einige Kräfte der Combined Joint Task Force Consequence Management (CJTF CM), einem multinationaler Einsatzverband unter US-amerikanischem Kommando. Auch das zur CJTF CM gehörige deutsche ABC-Abwehrbataillon Kuwait war von Februar 2002 bis Juni 2003 in Camp Doha stationiert.
Während des Irak-Krieges im März/April 2003 diente Camp Doha dem zuständigen amerikanischen Regionalkommando (US Central Command/USCENTCOM) als logistische Drehscheibe und Quartier operativer Kommandozentralen (Joint Operation Center): Coalition Forces Land Component Command (CFLCC).